# Francesco Antonio Vallotti
Francesco Antonio Vallotti O.F.M.Conv. (Vercelli, 11 giugno 1697 – Padova, 10 gennaio 1780) è stato un francescano, organista, compositore e teorico della musica italiano.

## Biografia
Troppo poveri per garantirgli un'educazione, i suoi genitori dovettero alla generosità di alcuni loro compatrioti l'opportunità di farlo entrare in seminario, dove si distinse particolarmente nella musica, sotto la direzione del maestro Brissone, di cui non si hanno notizie. Dopo l'uscita dal seminario Vallotti si recò a Chambéry ed entrò nel convento dei Minori Conventuali per abbracciare la regola di San Francesco. Di ritorno a Vercelli, dopo tre anni d'assenza, fu inviato al convento di Cuneo e vi continuò i suoi studi, poi partì per Milano per completare il suo corso di teologia.
Poiché la vocazione per la musica si manifestava sempre più marcatamente, i suoi superiori lo inviarono a Padova, e lo affidarono alle cure di padre Calegari, maestro di cappella nella cattedrale veneta. Vallotti aveva raggiunti i 25 anni, confermando le tesi delle nuove teorie sull'armonia del suo maestro e ne adottò i principi. Un viaggio che fece a Roma nel 1728, non cambiò la sua opinione riguardo a queste ultime e non lo riportò alla dottrina dell'antica scuola romana. Di ritorno a Padova, fu nominato organista della chiesa di Sant'Antonio, dandovi prova di talento esecutivo cominciando a comporre. Tartini lo considerava tra i più importanti organisti del loro tempo. Dopo il ritiro di padre Calegari quale maestro di cappella, Vallotti gli successe nelle funzioni che ricoprì fino alla sua morte, giunta il 10 gennaio 1780 all'età di 83 anni.

## Considerazioni sull'artista
Charles Burney che lo conobbe a Padova nel 1770, confermò riguardo la bontà affermando che non lo si potesse conoscere senza amarlo. La sua fecondità nelle composizioni di musica sacra ha del prodigioso, sebbene mettesse cura nello scrivere le proprie opere, nonostante queste fossero costruite su fughe e contrappunto. Era considerato a metà del Settecento tra i più abili compositori italiani inerenti al genere sacro. Lo stesso Burney fu testimone nel visionare due grandi armadi che contenevano manoscritti di sue messe, salmi, mottetti e vespri musicati.

## La teoria armonica
Gran parte della vita di Vallotti fu dedicata agli studi ed ai lavori sperimentali concernenti la teoria dell'armonia e del contrappunto. Abbracciando queste scienze nel suo insieme, secondo le teorie che aveva appreso dal suo maestro Calegari, e che egli aveva portato a compimento, se ne era formato quattro divisioni, ciascuna delle quali fu oggetto di studi particolari. Sfortunatamente, la sua età era troppo avanzata quando intraprese la pubblicazione delle sue opere. Morì pochi mesi dopo che la stampa del primo volume venne completata. Il libro è un volume in 4° di 167 pagine, con sette tavole. Un frammento di una lettera scritta da padre Martini, il 13 aprile 1783, riportata da Guglielmo della Valle (memorie storiche del P. Giamb. Battista Martini, p.113) ci informa su quale fosse il contenuto delle altre opere. La prima che doveva seguire il volume stampato era una trattazione dei toni o dei modi alla quale Martini fa molti elogi. La seconda, dice egli, era un trattato pieno di dottrina ed erudizione ma sul quale si riprometteva di consultarsi con un amico dell'autore:
(Giovanni Battista Martini, dalla lettera citata.)
Nessuno dubita che questo secondo trattato sia quello in cui Vallotti sviluppava la singolare teoria che gli faceva negare che le dissonanze di seconda e settima fossero il rivolto l'una dell'altra, perché sommate assieme non facevano altro che costituire il complemento dell'ottava, mentre secondo la sua teoria non c'erano che rivolti di un'ottava nell'altra, di modo che la dissonanza di settima era il rivolto della nona e che perciò questa poteva divenire la nota grave (fondamentale) di uno degli intervalli che abbracciava, quando questi accordi erano rivoltati. Dottrina mostruosa, respinta dall'istinto musicale, e che il purista Martini non poteva ammettere più degli altri maestri. Dottrina, infine che ha sollevato contro di essa tutti i musicisti italiani, quando padre Sabbatini, allievo di Vallotti, e suo successore quale organista della chiesa di Sant'Antonio, ne fece un'esposizione pratica nel suo libro intitolato: la vera idea delle musicali numeriche segnature. Degli altri scritti di Vallotti di cui parla padre Martini nella sua lettera, Sabbatini ha tratto un gran numero di esempi per il trattato di fughe composte secondo le teorie del suo maestro e le ha pubblicate nel:
Un'edizione moderna dei quattro libri del Trattato del Vallotti (Trattato della moderna musica) è stato pubblicato nel 1950 (Padova, Biblioteca Antoniana) sulla base dei manoscritti conservati presso l'Archivio della Cappella Musicale della Basilica del Santo.

## Opere
- Responsoria in parasceve 4 v. cantanda comitante clavicembalo
- Responsoria in sabbato sancto
- Responsoria in coena domini

Le altre sue composizioni restano manoscritte; tra queste si contano:
- 12 introiti a 5 e 8 voci
- 24 Kyrie, 24 Gloria, e 21 Credo a 4 e 5 voci
- 68 salmi a 2 e 8 voci con strumenti
- 46 Inni
- 10 responsori
- 3 Dies Irae a 4 voci e strumenti
- 2 Pange lingua
- 15 Tantum ergo
- 2 Te Deum
- 2 De profundis
- un Sepulto domino, vespri e altre composizioni

Ebbe inoltre modo di strumentare 43 pezzi sacri del suo maestro Calegari e gli introiti a 5 voci di Porta.

## Opere a lui dedicate
Nel Chiostro del noviziato della Basilica di Sant'Antonio da Padova è presente una scultura di bronzo che lo rappresenta dell'artista Roberto Cremesini datato 1980 con la motivazione per 50 anni insigne maestro della Cappella Musicale Antoniana.